# Norwegian Sun (schip, 2001)
De Norwegian Sun is een cruiseschip van Norwegian Cruise Line. Het kwam in 2001 in de vaart. Het schip heeft een tonnage van 77.100 ton en een lengte van 260 meter. Het schip is 32,25 meter breed en beschikt over 12 dekken voor passagiers. Op het schip werken zo'n 980 bemanningsleden, en er is ruimte voor 2.002 passagiers.
Op het schip zijn twee zwembaden aanwezig. Passagiers kunnen terecht in twee hoofdrestaurants of in een van de zes alternatieve eetgelegenheden. Het Stardust Theater met twee verdiepingen biedt plaats aan 1.000 toeschouwers, en 's avonds zijn er bandjes die optreden in de bars.